# Муфи, Фахд
Фахд Муфи́ (фр. Fahd Moufi; род. 5 мая 1996, Мюлуз) — марокканский футболист, защитник сплитского «Хайдука».

## Клубная карьера
Моуфи — воспитанник клубов «Мюлуз» и «Лион». В 2014 году для получения игровой практики он начал выступать дублирующий состав последних. Летом 2016 года Моуфи на правах аренды перешёл в «Седан». 9 сентября в матче против «Дюнкерка» он дебютировал в Лиге 3. Летом 2017 года Моуфи перешёл в португальскую «Тонделу». 24 сентября в матче против «Браги» он дебютировал в Сангриш лиге. 2 марта 2019 года в поединке против «Насьонал Фуншал» Фахд забил свой первый гол за «Тонделу».
Летом 2020 года Моуфи перешёл в «Портимоненсе». 1 ноября в матче против «Санта-Клары» он дебютировал за новый клуб. 21 февраля 2022 года в поединке против «Санта-Клары» Фахд забил свой первый гол за «Портимоненсе».
В 2023 контракт с «Портимоненсе» истёк, и он подписал контракт с хорватским клубом «Хайдук (Сплит)». В августе 2025 Муфи подписал двухлетний контракт с клубом российской Премьер-лиги «Оренбург».